# Griffinia gardneriana
Griffinia gardneriana là một loài thực vật có hoa trong họ Amaryllidaceae. Loài này được (Herb.) Ravenna mô tả khoa học đầu tiên năm 1969.